# Lamourouxia brachyantha
Lamourouxia brachyantha är en snyltrotsväxtart som beskrevs av Jesse More Greenman. Lamourouxia brachyantha ingår i släktet Lamourouxia och familjen snyltrotsväxter. Inga underarter finns listade i Catalogue of Life.